# Слите
Слите (швед. Slite) — населённый пункт (швед. tätort ) на шведском острове Готланд. 

## География
Третий по населению населённый пункт острова располагается на восточном побережье примерно в 35 километрах северо-восточнее островной столицы Висбю. Известен производимым на местном заводе Cementa, контролируемом концерном HeidelbergCement, цементом.

## Население
| Год  | Численность | Численность |
| ---- | ----------- | ----------- |
| 1960 | 1751        | [ 3 ]       |
| 1965 | 1802        | [ 4 ]       |
| 1970 | 1753        | [ 5 ]       |
| 2015 | 946         | [ 6 ]       |
| 2016 | 966         | [ 6 ]       |
| 2017 | 1006        | [ 6 ]       |
| 2018 | 1019        | [ 6 ] [ 1 ] |
| 2019 | 992         | [ 7 ]       |
| 2020 | 1481        | [ 8 ]       |
| 2023 | 1405        | [ 2 ]       |

## Достопримечательности

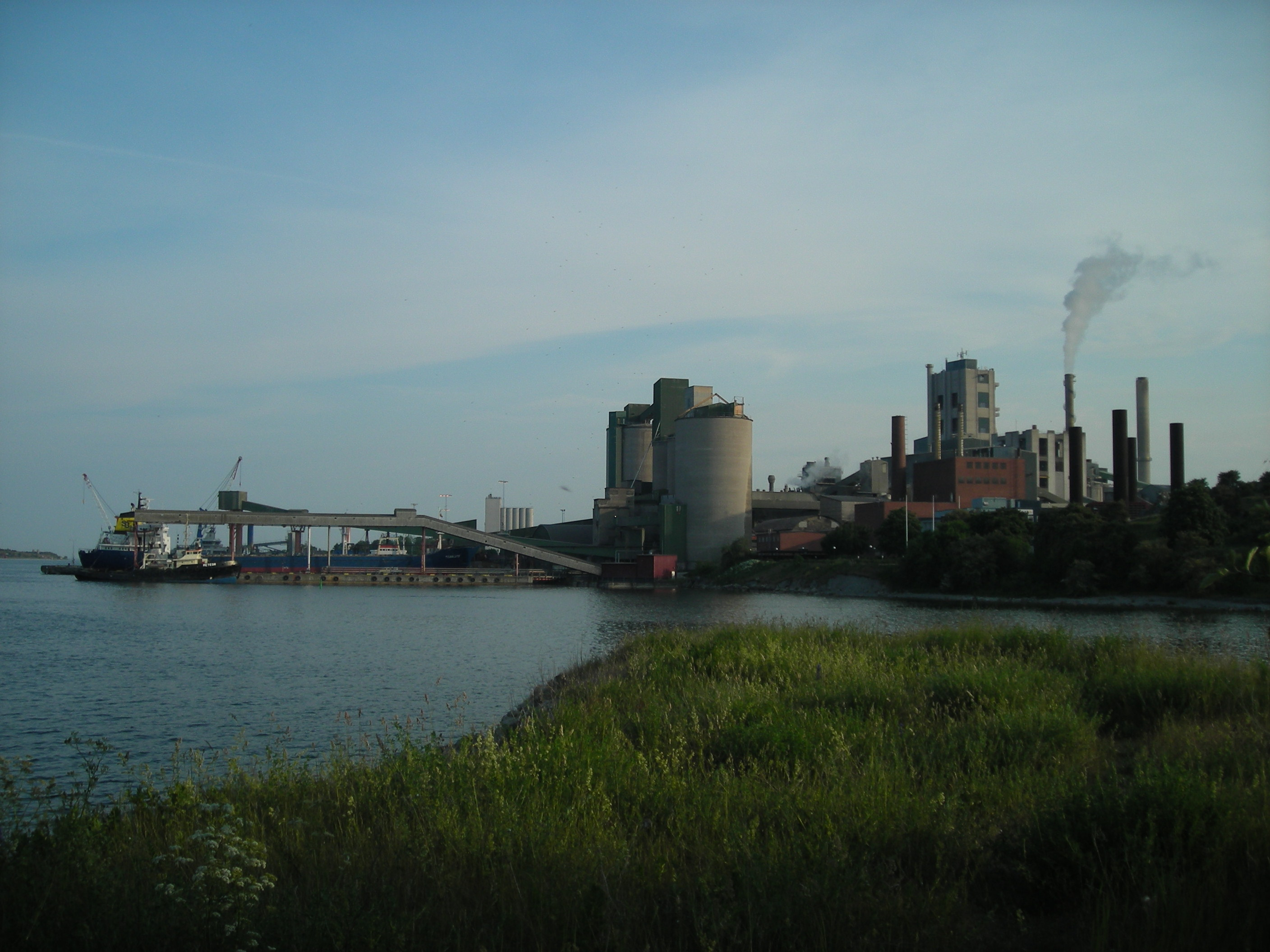
Цементный завод Cementa в Слите

- Сад-музей каменных глыб и печей для обжига известняка